# Морской музей (Барселона)
Морской музей Барселоны (кат. Museu Marítim de Barcelona) — учреждение культуры на морскую тематику. Занимает готическое здание Королевских верфей Драссанас в Барселоне, архитектурный памятник XIV века.

## История
Музей был основан 23 октября 1936 декретом женералитета Каталонии на базе собрания моделей кораблей и навигационных инструментов Мореходной школы Барселоны.

## Собрание
В Музее представлены гальюнные фигуры, навигационные приборы, документальные свидетельства открытия Америки, макеты каравелл и галер, атлас 1493 года и т. д.
Один из самых важных экспонатов музея — полноразмерная реплика испанской галеры «Real» (с исп. — «Королевская»), флагманского корабля флота Священной лиги в битве при Лепанто. Кроме того, у входа в музей можно увидеть другую интересную реплику — субмарины Ictíneo I (1859) изобретателя Нарсиса Монтуриоля.
К экспозиции также относится пришвартованная в городской гавани парусная шхуна Santa Eulàlia, которую можно посетить за отдельную плату.
- Галера «Real»
- Субмарина «Ictíneo I»
- Шхуна «Santa Eulàlia»